# حلقه نور بی‌پایان
حلقه نور بی‌پایان (انگلیسی: A Ring of Endless Light) یک فیلم اورجینال شبکه دیزنی و محصول سال ۲۰۰۲ آمریکا می‌باشد که بر اساس کتابی به همین نام نوشته مدلین لینگل ساخته شده‌است.

## بازیگران
- میشا بارتون - ویکی آستین
- رایان مریمان - آدام ادینگتون
- جرد پادالکی - زکری گری
- اسکارلت پامرز - سوزی آستین
- سورن فولتن - راب آستین
- جیمز ویتمور - پدربزرگ
- ترزا ونگ - دکتر زند
- پنی اورینگام- سیسیلی